# Agnodike
Agnodike eller Agnodice var den første kvindelige athenske læge, jordemoder, og gynækolog, hvis historie blev skrevet af Gaius Julius Hyginus, Hyginus skrev om Agnodike i hans Fabulæ. Hun var oprindeligt fra Athen, hvor det var forbudt for kvinder eller slaver at studere medicin.